# Talsperre El Atazar
Die Talsperre El Atazar (spanisch Presa de El Atazar) ist eine Talsperre mit Wasserkraftwerk in den Gemeinden El Atazar und Patones, Autonome Gemeinschaft Madrid, Spanien. Sie staut den Lozoya zu einem Stausee auf. Die Talsperre dient in erster Linie der Trinkwasserversorgung und daneben noch der Bewässerung und der Stromerzeugung. Mit ihrem Bau wurde 1962 (bzw. im Oktober 1965) begonnen; sie wurde im Dezember 1971 (bzw. 1972) fertiggestellt. Die Talsperre wurde am 10. April 1972 durch Franco eingeweiht. Sie ist im Besitz von Canal de Isabel II.

## Absperrbauwerk

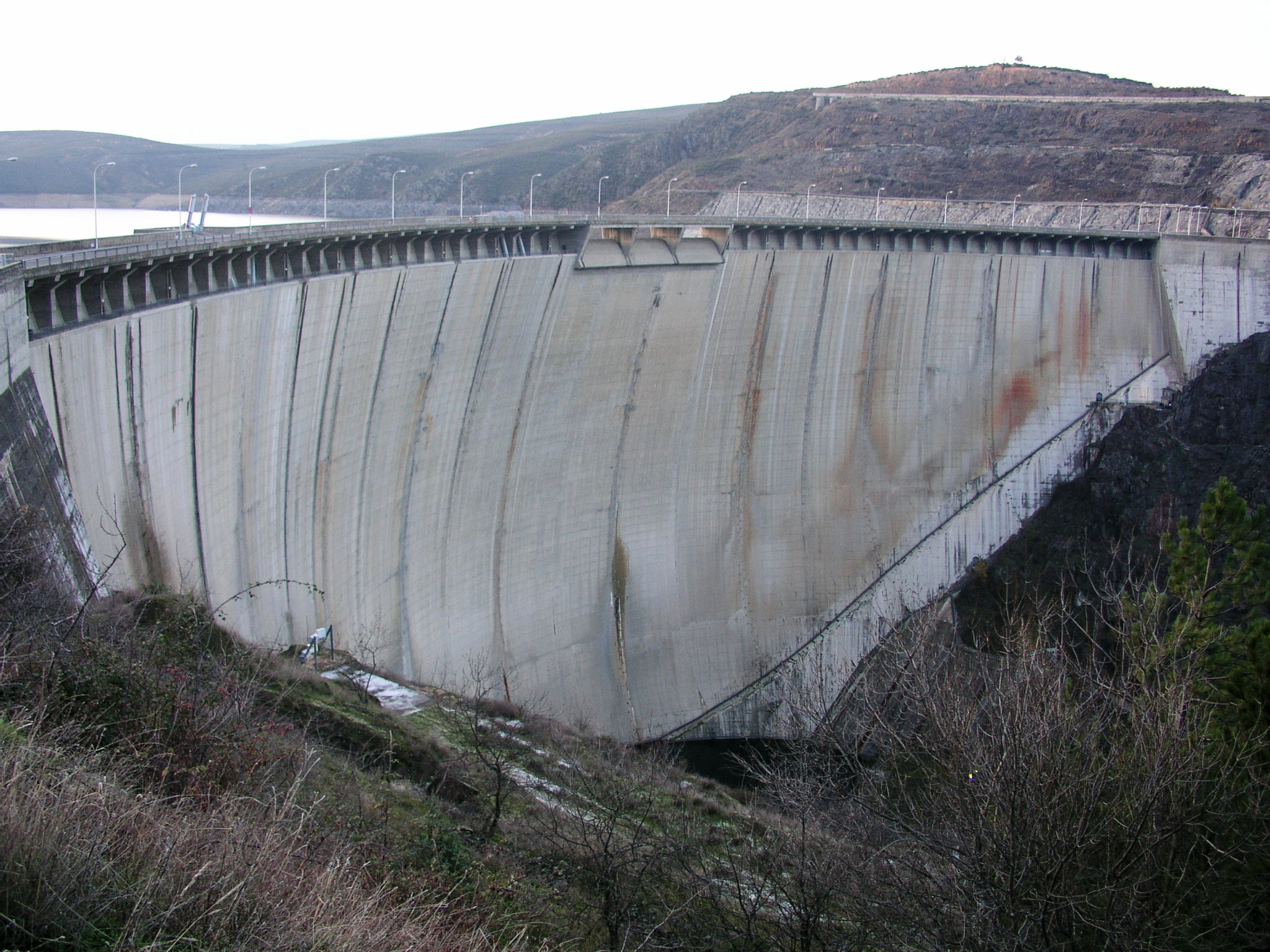

Das Absperrbauwerk ist eine doppelt gekrümmte Bogenstaumauer aus Beton mit einer Höhe von 134 m über der Gründungssohle; die Höhe über dem Flussbett beträgt 124,6 (bzw. 127,6 oder 128) m. Die Breite der Staumauer beträgt an der Basis 34 (bzw. 36 oder 43) m und an der Krone 6 (bzw. 7) m. Die Mauerkrone liegt auf einer Höhe von 873 m über dem Meeresspiegel. Die Länge der Mauerkrone beträgt 370 (bzw. 484) m. Das Volumen beträgt 1,1 Mio. m³.
Die Staumauer verfügt sowohl über einen Grundablass als auch über eine Hochwasserentlastung. Über den Grundablass können maximal 490 (bzw. 498 oder 500) m³/s abgeleitet werden, über die Hochwasserentlastung maximal 500 m³/s. Das Bemessungshochwasser liegt bei 900 m³/s.
Während des Einstaus im Jahr 1972 trat das Problem einer Rissbildung im Bauwerk auf, da sich die linke Seite der Staumauer stärker bewegte als die rechte Seite. Das Problem konnte zunächst durch die Injektion von Zementmörtel in die Staumauer, die von einem der Kontrollgänge aus durchgeführt wurde, gelöst werden. Im Januar und Februar 1978 kam es erneut zu Problemen. Durch einen bereits existierenden Riss trat verstärkt Wasser aus und der Riss hatte sich darüber hinaus auf benachbarte Betonblöcke ausgedehnt. Um das Problem zu beheben, wurde in einem ersten Schritt das Stauziel um 5,7 m abgesenkt, wodurch die Ausweitung des Risses gestoppt werden konnte. Die Risse wurden dann von 1978 bis 1980 mittels Epoxidharzen ausgebessert.

## Stausee
Beim normalen Stauziel von 870 m erstreckt sich der Stausee über eine Fläche von rund 10,69 (bzw. 10,70 oder 23,47) km² und fasst 425 (bzw. 426 oder 468) Mio. m³ Wasser; davon können 426 Mio. m³ genutzt werden.

## Kraftwerk
Das Kraftwerk wird von Hidráulica Santillana S.A.U. betrieben. Es wurde 1991 errichtet; seine installierte Leistung beträgt 9,56 MW. Die durchschnittliche Jahreserzeugung schwankt; sie betrug im Jahr 2012 18,66 Mio. kWh und im Jahr 1998 44,49 Mio. kWh.
Die beiden Francis-Turbinen mit vertikaler Welle leisten jede maximal 4,78 MW und die zugehörigen Generatoren jeweils 5,4 MVA. Die Nennspannung der Generatoren beträgt 6 kV. Die Nenndrehzahl der Turbinen liegt bei 500 Umdrehungen pro Minute. Die Fallhöhe beträgt 56 m. Der Durchfluss liegt bei 8 m³/s pro Turbine.

## Sonstiges
Die Errichtungskosten der Talsperre lagen bei ungefähr 6 Mrd. Peseten.